# Tecuanapa, Tatahuicapan de Juárez
Tecuanapa är en ort i Mexiko.   Den ligger i kommunen Tatahuicapan de Juárez och delstaten Veracruz, i den sydöstra delen av landet, 500 km öster om huvudstaden Mexico City. Tecuanapa ligger 38 meter över havet och antalet invånare är 395.
Terrängen runt Tecuanapa är varierad. Havet är nära Tecuanapa åt nordost. Runt Tecuanapa är det ganska tätbefolkat, med 56 invånare per kvadratkilometer. Närmaste större samhälle är Pajapan, 18,2 km söder om Tecuanapa. Omgivningarna runt Tecuanapa är en mosaik av jordbruksmark och naturlig växtlighet.